# Carson McCullers

Carson McCullers, pseudonimo di Lula Carson Smith (Columbus, 19 febbraio 1917 – Nyack, 29 settembre 1967), è stata una scrittrice e drammaturga statunitense.

## Biografia
Nata Lula Carson Smith, al n. 423 della 13ma strada di Columbus (Georgia), primogenita di Lamar, negoziante di orologi e gioielli, e Marguerite Waters Smith. A 10 anni iniziò a prendere lezioni di pianoforte, strumento al quale si dedicò a lungo, sognando di diventare concertista professionista; tuttavia successivamente confessò ad un'amica che aveva deciso piuttosto di diventare una scrittrice. Si mise quindi a leggere molto (tra i suoi favoriti Fëdor Dostoevskij, Anton Čechov, Lev Tolstoj e Eugene O'Neill) e a scrivere opere teatrali, che faceva interpretare a casa al fratello e alla sorella.
Nel 1934 si trasferì da Savannah (Georgia) a New York, dove si iscrisse ai corsi di scrittura creativa della Columbia University. L'anno seguente incontrò James Reeves McCullers, che divenne suo marito il 20 settembre 1937 (i due si risposeranno ancora il 19 marzo 1945, dopo un divorzio durato circa cinque anni). Gli sposi lasciarono NYC e andarono a vivere a Charlotte (Carolina del Nord), dove Carson si dedicò alla letteratura. Ella soffriva però, e purtroppo soffrirà tutta la vita, per diversi problemi di salute.
Quando nel 1940 uscì il suo primo romanzo ebbe modo d'incontrare Eudora Welty, il poeta Louis Untermeyer e Katherine Anne Porter. Ricevette il Guggenheim Fellowship nel 1942 e nel 1946.
Nel 1948, dopo un ictus che le paralizzò il lato sinistro del corpo, tentò il suicidio in ospedale. Poi, mentre faceva visita a Tennessee Williams a Nantucket, scrisse l'adattamento teatrale di The Member of the Wedding, la cui première fu il 5 gennaio 1950 presso l'Empire Theatre sulla Broadway. L'opera vinse il New York Drama Critics' Circle Award come miglior dramma della stagione.
I problemi di salute e matrimoniali però continuarono e nel 1953 Reeves, durante un viaggio in Francia, cercò di convincerla a un doppio suicidio. Lei spaventata lo lasciò e ritornò a casa, mentre il 19 novembre il marito si suicidò in un albergo di Parigi. Dopo la sua morte non volle partecipare al funerale, né riavere il corpo o le ceneri di lui e si rifiutò persino di pagare le spese.
Nel 1955 morì sua madre (il padre era morto già nel 1944) ed iniziò a soffrire di depressione. Cercò di superare le crisi lavorando e viaggiò con Tennessee Williams a Key West (Florida) portando con sé diversi manoscritti. Quando però nel 1957 andò in scena The Square Root of Wonderful le rappresentazioni furono interrotte inaspettatamente per mancanza di pubblico dopo 45 repliche.
Nel 1962 era ormai costretta ad usare la sedia a rotelle, e a giugno fu operata per un tumore al seno destro. Due anni dopo aver pubblicato un libro di poesie per bambini (Sweet as a Pickle, Clean as a Pig), fece testamento e dichiarò che non riusciva più a scrivere. Gli ultimi anni di vita furono segnati ancora dai problemi di salute, fino all'agosto 1967, quando restò in coma per 47 giorni.
Fu sepolta nell'Oak Hill Cemetery, lungo l'Hudson River.

## Opere
Quando Carson McCullers morì, a soli cinquant'anni di età, lasciò una notevole eredità letteraria: cinque romanzi, due opere teatrali, venti racconti, due dozzine circa di saggi, un libro di versi per bambini e altre poesie sparse:
- The Heart Is a Lonely Hunter (1940, romanzo)
  - trad. di Irene Brin, Il cuore è un cacciatore solitario, Milano: Longanesi ("La gaja scienza" n. 44), 1949; ivi ("Piccola biblioteca" n. 197-200), 1955; Milano: Corbaccio ("Scrittori di tutto il mondo"), 1993 ; Milano: TEA ("TEAdue" n. 277), 1994 ; con introduzione di Goffredo Fofi, Torino: Einaudi ("Stile libero"), 2008
- Reflections in a Golden Eye (1941, romanzo)
  - trad. di Irene Brin, Riflessi in un occhio d'oro, Milano: Longanesi ("La gaja scienza" n. 15), 1947; ivi ("I libri pocket" n. 137), 1968; ivi ("I super pocket" n. 71), 1970; ivi ("I libri pocket" n. 528), 1975; Milano: Guanda ("Prosa contemporanea"), 1991; Milano: TEA ("TEAdue" n. 431), 1996 ; con postfazione di Valeria Gennero, Torino: Einaudi ("Stile libero"), 2009
- The Member of the Wedding (1946, romanzo)
  - trad. di Gino Dallari e Leo Longanesi, Invito di nozze, Milano: Longanesi ("Piccola biblioteca", n. 35-37), 1951; come Invito a nozze, introduzione di Barbara Lanati, Milano: Mondadori ("Oscar narrativa" n. 1669), 1983; Torino: Einaudi ("Stile libero"), 2018
- The Member of the Wedding (1951, dramma teatrale)
  - (EN) Carson McCullers, The member of the wedding: a play, New York, New Directions, 1951.
- The Ballad of the Sad Cafe (1951, raccolta di racconti)
  - trad. di Franca Cancogni, La ballata del caffè triste e altri racconti, Milano: Mondadori ("Medusa" n. 435), 1960; con introduzione di Laura Caretti, ivi ("Oscar" n. 1011), 1979; Milano: Guanda ("Prosa contemporanea"), 1991 ; Milano : TEA ("TEAdue" n. 519), 1997; Torino: Einaudi ("Stile libero"), 2013.
    - The Ballad of the Sad Cafe (1951)
    - Wunderkind (1936)
    - The Jockey (1941)
    - Madame Zilensky and the King of Finland (1941)
    - The Sojourner (1950)
    - A Domestic Dilemma (1951)
    - A Tree, a Rock, a Cloud (1942)
- The Square Root of Wonderful (1958, opera teatrale)
- Clock Without Hands (1961, romanzo)
  - trad. di Franca Cancogni, Orologio senza lancette, Milano: Mondadori ("Medusa" n. 464), 1962; Milano: Guanda ("Prosa contemporanea" n. 18), 1982
- Sweet as a Pickle and Clean as a Pig (1964, poesie per bambini)
- The Mortgaged Heart (1972, raccolta postuma a cura dalla sorella Margarita Gachet Smith, detta "Rita")
- Illumination and Night Glare. The Unfinished Autobiography of Carson McCullers, a cura di Carlos Dews (1999, autobiografia incompiuta)

Carson McCullers si fece conoscere fin da giovane con la pubblicazione di piccoli racconti su riviste locali. Nel 1940 scrisse il suo primo romanzo The Heart Is a Lonely Hunter (Il cuore è un cacciatore solitario) appena ventitreenne, e si rivelò molto sensibile a temi introspettivi e psicologici; il romanzo, ambientato in una città del sud degli Stati Uniti, risente nel contenuto e nello stile della narrativa cruda e realista dei decenni appena precedenti e venne in seguito identificato dalla critica quale appartenente al "gotico" tipico del sud. Aveva cominciato a scriverlo già dal 1936 con il titolo provvisorio e rivelatorio di The Mute. In "The Flowering Dream: Notes on Writing", pubblicato sul numero di Esquire di dicembre 1959, McCullers dichiarò di averci lavorato per un anno senza capire cosa stesse facendo. Tutti i personaggi parlavano a un certo Harry Minowitz, ma non c'era collegamento tra di loro. A un certo punto pensò persino di spezzettare il romanzo in una serie di racconti, ma la sola idea di farlo le provocava dolore, quando poi all'improvviso durante una passeggiata capì che il protagonista doveva essere sordomuto e doveva cambiare nome: lo ribattezzò John Singer e tutto le sembrò funzionare. Di fatto, ancora prima di pubblicarlo, il libro ottenne l'attenzione di Houghton Mifflin che anticipò alla McCullers 500 dollari e le promise la pubblicazione nella propria casa editrice.
La McCullers riesce senza sforzo a raccontare rabbia e incredulità di personaggi marginali e incompresi della provincia georgiana (il sordomuto, il lavorante a cottimo sempre in viaggio, la ragazzina, il dottore, il vedovo che ha un piccolo bar), a volte dipinta in modo grottesco e secondo la visione incantata e fragile che sta dietro il tono e la visione meravigliati, quasi da adolescenti un poco persi per il mondo. Come dice Joyce Carol Oates, il suo "talento era quello di riuscire a evocare, attraverso l'accumulazione d'immagini e frasi ripetute in modo musicale, la singolarità dell'esperienza senza ergersene a giudice".
Reflections in a Golden Eye (1941, fu scritto con il titolo provvisorio di Army Post, mentre viveva a Fayetteville (Carolina del Nord), e apparve su Harper's Bazaar in due puntate (sui numeri di ottobre e novembre 1940) e poi in volume l'anno successivo. Qui Carson esplorò in modo scioccante la violenza del desiderio.
The Ballad of the Sad Café (1943) fu scritto per lo più a Yaddo, rifugio d'artisti a Saratoga Springs. Anche questa narrazione uscì dapprima su Harper's Bazaar (in agosto) e poi nel volume The Ballad of the Sad Café: The Novels and Stories of Carson McCullers (1951).
The Member of the Wedding (Invito di nozze, 1946), per alcuni il suo capolavoro, parla della fascinazione di una ragazzina, Frankie Addams, verso il matrimonio del fratello. 
Nel periodo della sua maturità stilistica scrisse poi Clock Without Hands (1960), dove è ben evidenziato il rapporto fra un uomo sofferente di un male incurabile e un episodio della sua vita, specchio dei conflitti razziali di quei tempi.

## Adattamenti
- Dal suo romanzo Riflessi in un occhio d'oro è stato tratto l'omonimo film nel 1967, regia di John Huston, con Elizabeth Taylor e Marlon Brando
- Dal romanzo Il cuore è un cacciatore solitario l'anno successivo venne tratto il film L'urlo del silenzio, sceneggiatura di Thomas C. Ryan e regia di Robert Ellis Miller
- Dal racconto La ballata del caffè triste ci fu un adattamento teatrale di Edward Albee da cui a sua volta fu tratto un film nel 1991, sceneggiatura di Michael Hirst e regia di Simon Callow, con Vanessa Redgrave, Keith Carradine e Rod Steiger
- Dal romanzo Invito di nozze del 1946, fu fatto nel 1951 un adattamento teatrale ad opera della stessa autrice[3] e l'anno successivo un film, Il membro del matrimonio, diretto da Fred Zinnemann